# Camoël
Camoël är en kommun i departementet Morbihan i regionen Bretagne i nordvästra Frankrike. Kommunen ligger i kantonen La Roche-Bernard som tillhör arrondissementet Vannes. År 2022 hade Camoël 1 156 invånare.

## Befolkningsutveckling
Antalet invånare i kommunen Camoël
| Referens: INSEE |